# 新明解国語辞典
『新明解国語辞典』（しんめいかいこくごじてん）は、日本の出版社である三省堂が発行する小型国語辞典である。略称は「新明国」。三省堂は「日本で一番売れている国語辞典」としている。

## 概要
1972年（昭和47年）1月24日に初版が刊行された。言葉の持つイメージに踏み込み、ときに裏の意味まで明らかにしようとする、充実した語釈や用例に定評のある小型国語辞典。初版から編輯の主幹を務める山田忠雄のもと、独創的かつ高度な内容で高い評価を獲得した。芥川賞作家の赤瀬川原平が発表した随筆『新解さんの謎』がベストセラーとなったことから、「新解さん」の愛称でも呼ばれる。前身の『明解国語辞典』を含めた各版合計の累計発行部数は2200万部に上る。また「新明解」はブランド名となっており、三省堂の複数の辞書や学習参考書にも用いられている。

## 沿革

### 成立
母体となった『明解国語辞典』（明国）は、のちに『三省堂国語辞典』（三国）の主幹となる見坊豪紀が中心となって編纂された辞書である。見出し語の収集・整理と執筆は見坊がほぼ独力で行い、山田は原稿の段階から校閲・助言の任に当たり、金田一春彦に依頼してアクセント表記を加えた。見出しを表音式かなづかいとし、口語体で簡潔な語釈につとめた「明国」は、1943年という戦時中の物資不足のなかで発売され、コンパクトながら引きやすく分かりやすい実用的な辞書として広く受け入れられた。

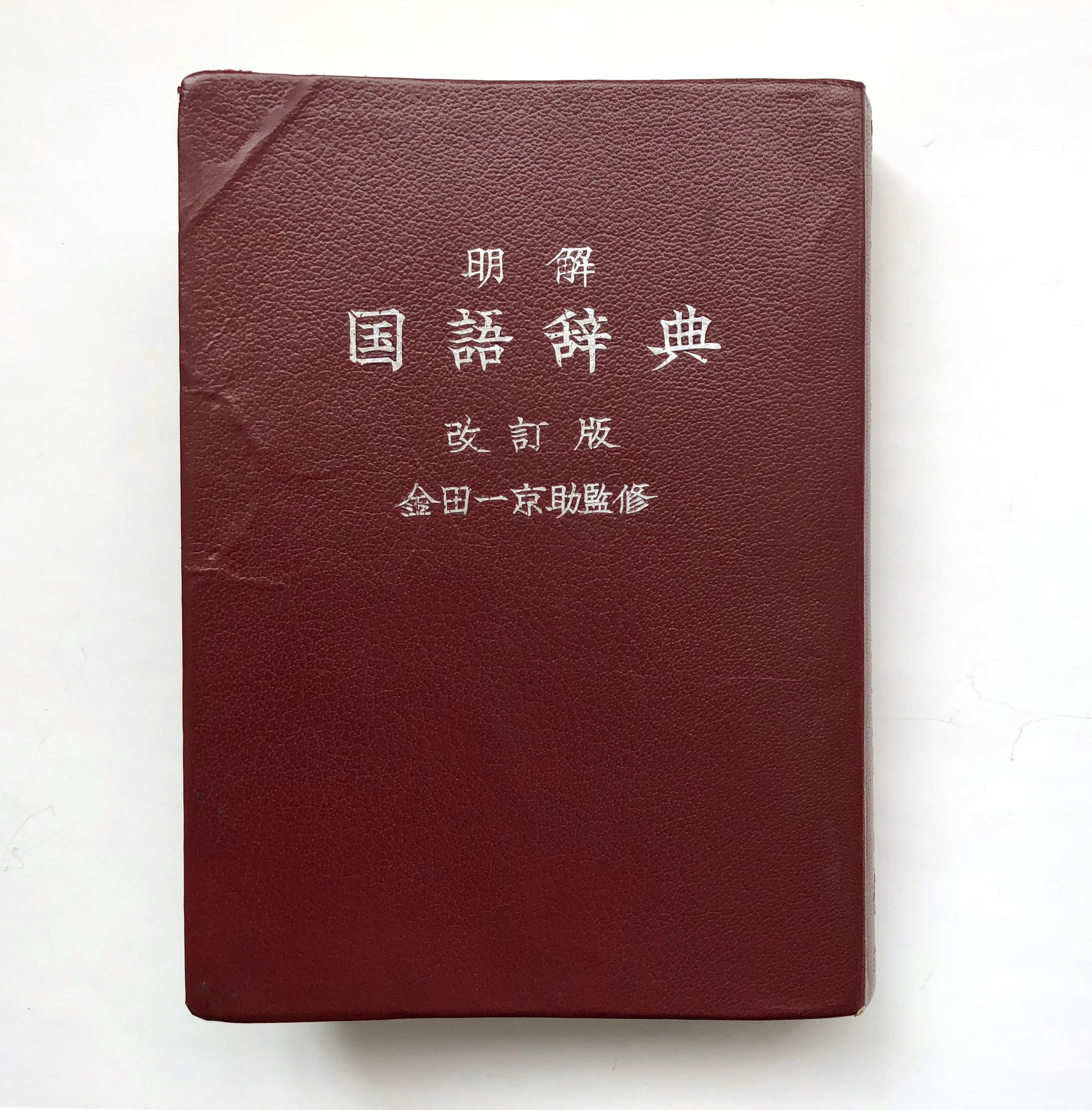
『明解国語辞典』改訂版
表紙には監修として金田一京助とあるが、事実上の編纂者は見坊豪紀である。

戦後の改訂版（1952年）を挟んで、上述の三人による協力体制で改訂作業が続けられていた「明国」だったが（途中から柴田武が加わる）、1960年に「三国」が刊行された頃から、見坊は徹底的な用例採集の必要性を痛感し、それに多くの時間を割くようになり、「明国」の改訂作業が滞りがちになっていった。そこで、三省堂は「明国」改訂版の取りまとめを、山田に一任することとした。
こうして山田の主導のもと、1972年に完成された改訂版が、『新明解国語辞典』（新明国）である。山田は、改訂作業をほとんど独断で行い、さらには序文において、基礎作業に多大な時間を費やす見坊を「事故有り」と表現し、自分はやむなく主幹を継承し、内容の刷新に踏み切ったという態度をとった。これにより両者は袂を分かち、以降見坊は「三国」、山田は「新明国」の代表として、それぞれの辞書づくりを進めていくことになった。

### ユニークな語釈とその反響
山田は国語学者として主に古典研究で確固たる地位を築いていた一方で、辞書史研究をライフワークのように継続していた。その中で山田は、堂々巡りの語釈や既存の辞書の引き写し（盗用・剽窃）のような語釈という、それまでの国語辞典が陥っていた問題点に気づき、これらを徹底して排除する必要性を痛感していた。その解決手段として、文章で語の内容を詳しく説明する方針によって、類義語を示すだけの語釈を避け、他社に模倣をためらわせる高い独自性のある語釈を構想するようになった。それが結果的に言葉や物事に対する独特の視点による文明批判に及ぶことになった。
「文章による語釈」を可能な限り徹底し、かつ山田の独力でほぼ全体を執筆した「新明国」は、刊行されてから間もなく各方面から批判があったが、一部の語の記述において山田自身の意見や人生経験が色濃く反映されることがあり、呉智英や武藤康史や井上ひさしなどから、従来の国語辞典の概念を超える特殊な面白さが指摘されるまでになった。「読んで面白い辞書」としての反響は出版・文筆業界にとどまらず、既に1980年代前半（昭和50年代後半）に放送されたラジオ番組『大橋照子のラジオはアメリカン』には、「金田一先生の辞書」としてリスナーによりネタにされ、番組を盛り上げるのに一役買っていた。「新明国」の語釈を紹介するコーナーがあり、同時期に出版されていた雑誌『ぴあ』の読者投稿欄でも同様の記事が掲載されていた。さらに1996年（平成8年）芥川賞作家の赤瀬川原平が発表した随筆『新解さんの謎』がベストセラーとなると、一般にも広く知られるところとなった 。21世紀になってからは、「タモリのジャポニカロゴス」（フジテレビ系）をはじめとしたテレビ番組やマスコミでもたびたび紹介されている。 
こうした「新明国」の強烈な個性は、言葉の説明を通して、ある種の世間知を記述・共有し、円滑なコミュニケーションに資するという理念から生まれたもので、語から受ける印象や、実社会での用い方の参考として有意義な側面がある。しかし一方で、ときに偏見と思われるような、特定のモノやサービスについての印象を貶める表現になっている項目があり、抗議によって修正を余儀なくされる事態さえ起こった。
山田の歿後、柴田武が編者代表となった第五版からは「編集会議」による意見交換が行われるようになり、「語のイメージを喚起する豊かな記述」という方針はそのままに、悪意や偏見と取られかねない記述はできるだけ避ける方向へと舵が切られている。

### 現在
2020年11月発行の第八版が最新版である。「新明解」の名はブランドとなり、この語を冠した古語辞典や漢和辞典、アクセント辞典などの特殊辞典が続々と出版された。1980年代までの日本の公立中学は全国単位で新明解辞典の3冊一括購入が推奨されていたが、現在の新明解国語辞典は対象が高校から一般に修正されている。さらに三省堂や他社が新たなタイプの国語辞典を次々と投入したため、新明解のシェアが高校採択の過半数を占めるということはなくなった。
ラインナップとして、並版と装丁の異なる特装版・革装版と、判型の異なる小型版・机上版・大字版がある。特装版は特製ケースに白い表紙カバーを採用したものであり、第五版より追加された。また第七版ではサイズが従来よりも若干大きくなっている。第七版では特装版のほか、「新明国」初版の色に由来する特装青版も限定発売されている。第八版では初版に倣い普通版（赤）、白版、青版の三色が最初からラインナップされた。

## 改訂履歴

### 明解国語辞典
各地で旧制中学校・女学校の指定辞書として採用されたこともあり、初版は61万部、改訂版は500万部が販売された。

#### 初版
書名は正字で『明解國語辭典』である。
- 1943年（昭和18年）5月10日発行，4円[54]。

#### 改訂版
書名は当用漢字に改め『明解国語辞典』となる。
- 1952年（昭和27年）4月5日発行[54]，380円，全国書誌番号:49007119 ．

#### 改訂新装版
判型を大きくし、補遺（新語編）が別冊付録になっている。
- 1967年（昭和42年）発行，全国書誌番号:67011432 ．

#### 復刻版
- A6変型判，1997年（平成9年）11月3日発売，税別3,200円，ISBN 4-385-13088-4[55]．

### 新明解国語辞典

#### 初版
総収録語数は約70,000語。背表紙には金田一京助が編者代表、刊記には、金田一京助、金田一春彦、見坊豪紀、柴田武及び山田忠雄（主幹）を編者と記されているが、山田が独力でほぼ全体を執筆した。
- 並版，1972年（昭和47年）1月24日発行[4]，1,000円[56]，全国書誌番号:75021467 ．

#### 第二版
総収録語数は約70,000語。背表紙には金田一京助が編者代表、刊記には、金田一京助、金田一春彦、見坊豪紀、柴田武及び山田忠雄（主幹）を編者と記されているが、山田が独力でほぼ全体を執筆した。三省堂の担当者は引き続き三上幸子が務めた。
- 並版，1974年（昭和49年）11月10日発行[4]，1,700円[58]，全国書誌番号:75018493．
- 点字版，1976年（昭和51年）から1977年（昭和52年）にかけて発行，全50巻，東京点字出版所が出版，全国書誌番号:91063255[59]．

#### 第三版
総収録語数は約72,000語。刊記では、見坊豪紀、金田一春彦、柴田武、山田忠雄（主幹）及び金田一京助を編者としているが、山田が独力でほぼ全体を執筆した。三省堂の担当者は引き続き三上幸子が務めた。この版は、工業技術院電子技術総合研究所の渕一博らにより、日本で初めて電子化された国語辞典となった。
- 並版，1981年（昭和56年）2月1日発行[4]，1,900円[63]，ISBN 4-385-13095-7．
- 特装愛蔵版，A5判，1981年（昭和56年）9月1日発行．
- 大字版，1989年（平成17年）11月発行，全3巻，どらねこ工房と弱視者問題研究会が出版，全国書誌番号:90010235 ．

#### 第四版
新たに、語釈の末尾に［かぞえ方］欄を掲載し、収載語数は73,000語以上に及んだ。刊記では、金田一京助並びに、柴田武、山田明雄及び山田忠雄（主幹）を編者としているが、山田忠雄が独力でほぼ全体を執筆した。柴田はアクセントの徹底的な改訂を図り、新たに加わった自然科学者の山田明雄は、数学関係項目を全面的に改稿すると共に語釈を隅なく点検し発想の転換を試みた。用例採集は主に「編集協力者」が担当したが、山田忠雄は特に、部外の「佐藤純二氏」が寄せた厖大な用例カードが、編輯の最大の武器となりつつあるとしている。加えて山田忠雄は、嘗て全巻を隈無く閲し呉れた熱心な読者を得たとして「T氏」と「明石博隆氏」の名をあげ、多量且つ良質の改良意見を寄せた「F氏」の厚意を「こよなき身の幸」とした。三省堂の担当者は三上幸子のほかに吉村三惠子が加わった。
- 並版，1989年（平成元年）11月10日発行[4]．税込2,300円，ISBN 4-385-13098-1[68]．
- 特装愛蔵版，A5判，1990年（平成2年）1月20日発行，三省堂企画が販売．
- 海外版権版，1995年，68.00元，世界図書出版公司北京公司（簡: 世界图书出版公司北京公司）が発行．ISBN 7-5062-1393-1．

#### 第五版
二色刷りを採用するとともに、新たに重要動詞に基本構文情報を記載し、収載語数は75,000語以上となった。刊記では、金田一京助並びに山田忠雄（主幹）、柴田武、酒井憲二、倉持保男及び山田明雄を編者としているが、これまで独力でほぼ全体を執筆してきた山田忠雄が1996年（平成8年）2月に歿したため、急遽、柴田（代表）、倉持（幹事）、酒井及び山田による「編集委員会」を置き、態勢の立て直しを図るも、刊行は予定より約1年遅れることとなった。編輯は、柴田が共編者を統括すると共に新規追加項目の選定・執筆及びアクセント表示の決定、倉持が全項目の調整にあたると共に山田忠雄が遺した修正・補筆原稿の整理、新規追加項目の採否決定、酒井が新規追加項目の執筆、漢字牽引の点検、山田明雄が自然科学関係項目の補充・点検及び外来語を中心とした新規追加項目の選定・執筆と分担された。倉持は加えて、山田忠雄の協力者である「佐藤純二氏」及び「F氏」が第四版同様に力を尽くしたとしている。三省堂の担当者は吉村三惠子となり、三上幸子は吉村の補佐と校正の任に当たった。
- 並版，B6変型判，1997年（平成9年）11月3日発行，税別2,800円，ISBN 4-385-13099-X[74]．
- 特装版[注 14]，B6変型判，1997年（平成9年）11月3日発行，税別2,800円，ISBN 4-385-13104-X[74]．
- 革装版，B6変型判，1997年（平成9年）11月3日発行，税別4,300円，ISBN 4-385-13129-5[74]．
- 小型版，1997年（平成9年）11月3日発行，税別2,600円，ISBN 4-385-13143-0[74]．
- 大字版[注 15]，B5判，1997年（平成9年）12月10日発行，税別4,200円，ISBN 4-385-13114-7[76]．
- CD-ROM版[注 16]，1999年（平成11年）7月15日発行，税別6,200円，ISBN 4-385-61404-0[77]．
- 特装愛蔵版[注 17]，A5判，税別5,000円，三省堂企画が販売[78]．
- 特装机上版[注 18]，A5判，税別4,500円，三省堂企画が販売[78]．
- 海外版権版，138.00元，世界図書出版公司北京公司（簡: 世界图书出版公司北京公司）が発行．ISBN 7-5062-1393-1．
- 日中辞典版[注 19]，A5判，118.00元，2012年1月発行，外語教学与研究出版社（簡: 外语教学与研究出版社）が発行．ISBN 7-51351547-6[80]．

#### 第六版
言葉を効果的に使うための情報を提示した［運用］欄が新設され、収載語数は76,500語以上となった。刊記では、山田忠雄（主幹）並びに、柴田武、酒井憲二、倉持保男及び山田明雄を編者としているが、第五版と同じ、柴田（代表）、倉持（幹事）、酒井及び山田明雄による「編集委員会」が置かれ、分担もほぼ同じだったが、［運用］欄については、柴田が記述方針の立案を、倉持が執筆を担った。三省堂の担当者は引き続き吉村三惠子が務めた。
- 並版，B6変型判[注 20]，2005年（平成17年）1月10日発行[注 21]，税別2,900円，ISBN 4-385-13106-6[81]．
- 特装版[注 22]，B6変型判[注 20]，2005年（平成17年）1月10日発行[注 21]，税別2,900円，ISBN 4-385-13105-8[81]．
- 革装版，B6変型判[注 20]，2005年（平成17年）1月10日発行[注 21]，税別4,500円，ISBN 4-385-13133-3[81]．
- 小型版，A6変型判[注 23]，2004年（平成16年）12月23日発売，税別2,700円，ISBN 4-385-13144-9[81]．
- 机上版，A5判，2004年（平成16年）12月23日発売，税別4,200円，ISBN 4-385-13156-2[81]．
- 大字版[注 15]，B5判，2005年（平成17年）5月25日発行[注 24]，税別4,500円，ISBN 4-385-13115-5[86]．
- 特装愛蔵版[注 25]，A5判，2005年（平成17年）7月20日発行，税別5,000円，三省堂出版サービスが販売[87]，ISBN 4-385-18650-2．

#### 第七版

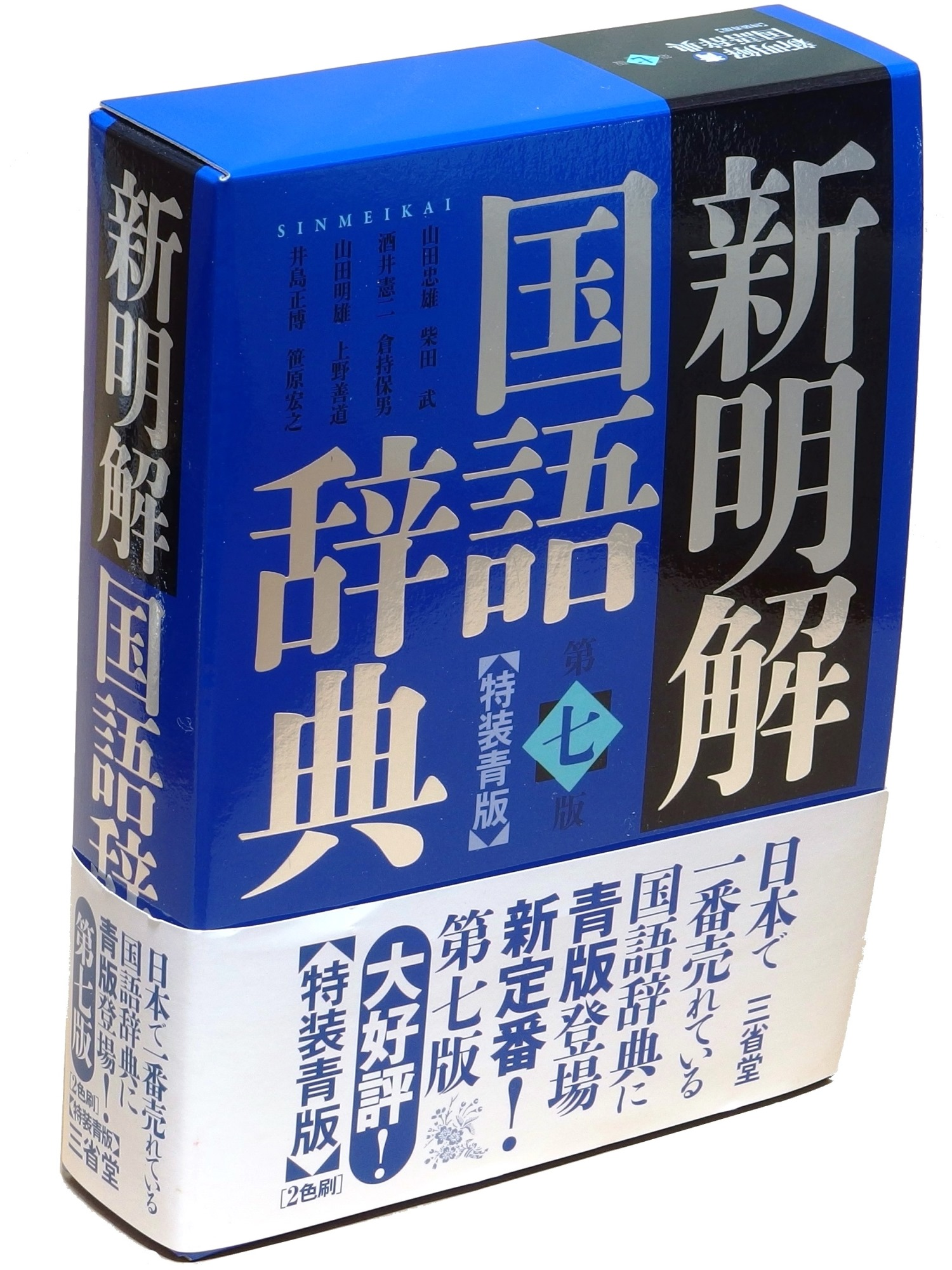
『新明解国語辞典』第7版

語と語の正しいつながり方や語順を説明する［文法］欄を新設した。収載語数は77,500語以上である。刊記では、山田忠雄及び柴田武並びに酒井憲二、倉持保男、山田明雄、上野善道、井島正博男及び笹原宏之を編者としているが、柴田も鬼籍に入ったため、酒井、倉持及び山田明雄に上野、井島及び笹原が加わる新体制で作業が進められた。倉持が「編集委員会代表」として共編者を統括、酒井と山田明雄はそれぞれの専門領域の視点から改善案を提言、上野は専らアクセント表示の修正・解説、井島は［文法］欄所載事項の選定、笹原は漢字表記に関する面に、それぞれ当たった。三省堂の担当者は引き続き吉村三惠子が務め、和田徹が補佐した。
- 並版，B6判[注 26]，2011年（平成23年）12月1日発売[92]．税別3,000円，ISBN 978-4-385-13107-8[93]．

#### 第八版
刊記では、山田忠雄、倉持保男、上野善道、山田明雄、井島正博及び笹原宏之を編者としている。
- 並版，B6判，2020年（令和2年）11月19日発売[94]，税別3,100円，ISBN 978-4-385-13078-1[6]．

## 三省堂担当者
三省堂では小型の辞書の場合、一人の担当者で刊行までの編輯作業を担う。初版から第三版までは三上幸子、第四版からは第三版の途中から加わった吉村三惠子が担当している。第八版では吉村からの引き継ぎのこともあり、チームを組んで編輯作業にあたった。

## 新明解国語辞典を扱った番組等
- 「ちょっと止まって右左」

東京放送（TBS）が1980年代前半（昭和50年代後半）に制作したラジオ番組『大橋照子のラジオはアメリカン』の投書紹介コーナーで、頻繁に「新明国」の語釈が紹介された。
- 「明解さんちゃん」

東京放送が制作したラジオ番組『土曜ワイドラジオTOKYO 永六輔その新世界』で、1997年（平成9年）から始まった内包番組。同番組終了後は後継番組の『六輔七転八倒九十分』及び『いち・にの三太郎〜赤坂月曜宵の口』の内包番組として、引き続き放送された。
- 『クイズ!新明解国語辞典』

TBSが2011年（平成23年）に制作した単発番組。
- 「ケンボー先生と山田先生～辞書に人生を捧げた二人の男」

NHK BSプレミアムにより2013年4月29日に放送された。見坊豪紀と山田忠雄の生き様と対立を再現ドラマや証言で描きだしたドキュメンタリー。第30回ATP賞最優秀賞、第40回放送文化基金賞優秀賞受賞。2025年8月16日NHK BSにて再放送。
- 「新明解国語辞典を読む」

TBSラジオが制作する番組『ジェーン・スー 生活は踊る』の内包番組。2017年（平成29年）から2019年（平成31年）まで放送された。
- 「ナイツの新明解国語辞典で調べました」

TBSラジオが制作する番組『土曜ワイドラジオTOKYO ナイツのちゃきちゃき大放送 』で、2019年（平成31年）4月から始まった内包番組。
- 「辞書の世界」

フジテレビが2005年（平成17年）から約3年間制作したテレビ番組『タモリのジャポニカロゴス』のコーナーで、「新明国」の語釈が紹介された。

## 新明解シリーズ
新明解シリーズの古語・漢和辞典等は、同時期に刊行されている『新明解国語辞典』に合せたカバーデザインとなっていた。古語辞典・漢和辞典では、国語辞典の改訂に合わせてデザインが変更になることもあり、同じ版であっても発売時期によって表紙・箱が異なる物が存在する。
『新明解国語辞典』は今なお三省堂の発行する国語辞典の筆頭格であるが、古語辞典と漢和辞典は90年代を最後に改訂が止まり、両者ともに絶版になった。
高校生向け辞典としての役割は、『新明解国語辞典』及び『現代新国語辞典』、『全訳読解古語辞典』及び『詳説古語辞典』、『全訳漢辞海』及び『新明解現代漢和辞典』に引き継がれている。

### 古語辞典
- 1953年4月15日：明解古語辞典　初版
- 1958年11月5日：改訂版
- 1962年10月1日：新版
- 1967年11月1日：修訂新装版
- 1972年12月15日：新明解古語辞典　初版
- 1977年12月1日：第二版
- 1995年1月20日：第三版

『明解古語辞典』は金田一春彦が中心となって編纂された。当時、現代語のみをまとめた小型国語辞典は存在したが、そこで省かれた古語（上古〜近世の語彙）を調べるには、『大日本国語辞典』や『大言海』のような大型辞典か、『広辞林』『辞苑』といった中型辞典に頼る必要があり、学習者に不便を強いていた。現代語と意味の変わらない語彙・語釈を除き、古語のみを扱う方針を徹底することで、小型国語辞典と同等のサイズで豊富な古語情報を提供した『明解古語辞典』は、のちに多くの出版社が追随する学習者向け古語辞典の原型となった。『新明解国語辞典』と揃える形で書名が変更されたが、それ以降もほぼ同一の編者による改訂版である。

### 漢和辞典
- 1959年3月25日：明解漢和辞典　新版
- 1974年4月10日：新明解漢和辞典　初版
- 1981年12月10日：第二版
- 1986年12月10日：第三版
- 1990年12月10日：第四版
- 2012年1月10日：新明解現代漢和辞典

『明解漢和辞典新版』は長澤規矩也が中心となって編纂された。長澤は1937年に同じ三省堂から『新撰漢和辞典』（宇野哲人・長澤規矩也編）を出しており、そこで『康煕字典』の部首索引を現代日本の利用者が引きやすいように改変するなど、学習者向けの漢和辞典を志向するいくつかの工夫を行った。これを発展継承したものが『明解漢和辞典新版』である。古語辞典と同様に、書名が変更されつつも同一の編者による改訂が行われていた。
『新明解現代漢和辞典』は、長澤の漢和辞典を直接引き継いだものではなく、三省堂『例解新漢和辞典』の編者のひとりである影山輝國が主幹となって新たに作られた。

### その他特殊辞典
- 明解日本語アクセント辞典（初版1958年、第二版1981年）

金田一春彦が監修、秋永一枝が編纂。現代において使われる話し言葉を中心に、地名、人名などの固有名詞や新語・外来語も加え、その標準的な発音とアクセントを示した辞書。アクセントは、その言葉になじみのある人の発音を重視して選定しており、鼻音化や母音の無声化も注記している。文章に用いられる雅語や漢語も多く含み、よく使用する動詞・形容詞にはすべての活用形にアクセントを表示している。
- 新明解日本語アクセント辞典（初版2001年、CD付2010年、第二版CD付2014年）

『明解日本語アクセント辞典』の後継。長い間に変化の生じたアクセントには、注記をつけて移り変わりも示している。巻末にはアクセント習得の法則をまとめ、本文それぞれの語に習得法則の番号を示して、アクセントの仕組みを体系的に学べるようにしており、その代表的な語例の実際の音声を、別冊のCDで聞くことができる。
- 新明解百科語辞典（1991年）

編者は三省堂編修所。最新の科学用語から先史時代の動植物名まで、あらゆる時代における様々な分野の語を凝縮した辞書。
- 新明解四字熟語辞典（初版1998年、第二版2013年）

編者は三省堂編修所。日常生活で見聞きする一般的なものから中国の典籍を典拠とするものまで、あらゆる四字熟語を精選して収録した辞書。意味や出典のほか、類義語なども記載しており、作家の作品での使用例を掲載している。
- 新明解故事ことわざ辞典（初版2001年、第二版2016年）

編者は三省堂編修所。簡潔な意味と詳しい補説で用法を理解しやすくなるよう工夫しており、文学作品や評論に使われている「用例」を数多く掲載している。また、必要に応じて類義、対義、英語、注意なども記している。
- 新明解語源辞典（2011年）

編者は小松寿雄と鈴木英夫。日常の言葉を中心に選定して、その語源を一般向けにわかりやすく解説した辞書。幕末期ないし明治初期の和製漢語・翻訳語も収録している。これまでの研究を踏まえつつ、できるだけ使用例を掲げながら、諸説あるものも紹介している。
- 新明解類語辞典（2015年）

編者は中村明。『三省堂類語新辞典』（中村明・芳賀綏・森田良行編、2005年、日本図書館協会賞を受賞）の本文に増補を行い、再編輯したもの。位相による場面が分かるよう、ニュアンスの違いなども説明した語義解説が施されており、用例も豊富。季語、連語、慣用句、オノマトペも多く収録している。